# Great Eastern (schip, 1860)
De Great Eastern was een voor zijn tijd kolossaal stoomschip dat in 1857 gebouwd werd door de bekende Britse ingenieur Isambard Kingdom Brunel.

## Aanloop
Brunel had voor de Great Western Railway Co. al twee schepen gebouwd, de Great Western en de Great Britain, maar in 1846 ging deze scheepvaartmaatschappij failliet en Brunel moest zich weer toeleggen op de bouw van spoorwegen en bruggen. Hij was de drang naar zee echter nog niet kwijt, want rond 1855 stelde hij aan de Eastern Steam Navigation Company voor om een reuzenschip te bouwen, dat de naam Leviathan zou krijgen. Zijn plan werd na veel beraadslagen (waarbij vooral de Victoriaanse trots een rol speelde) aangenomen. Later werd besloten om het schip Great Eastern te noemen.

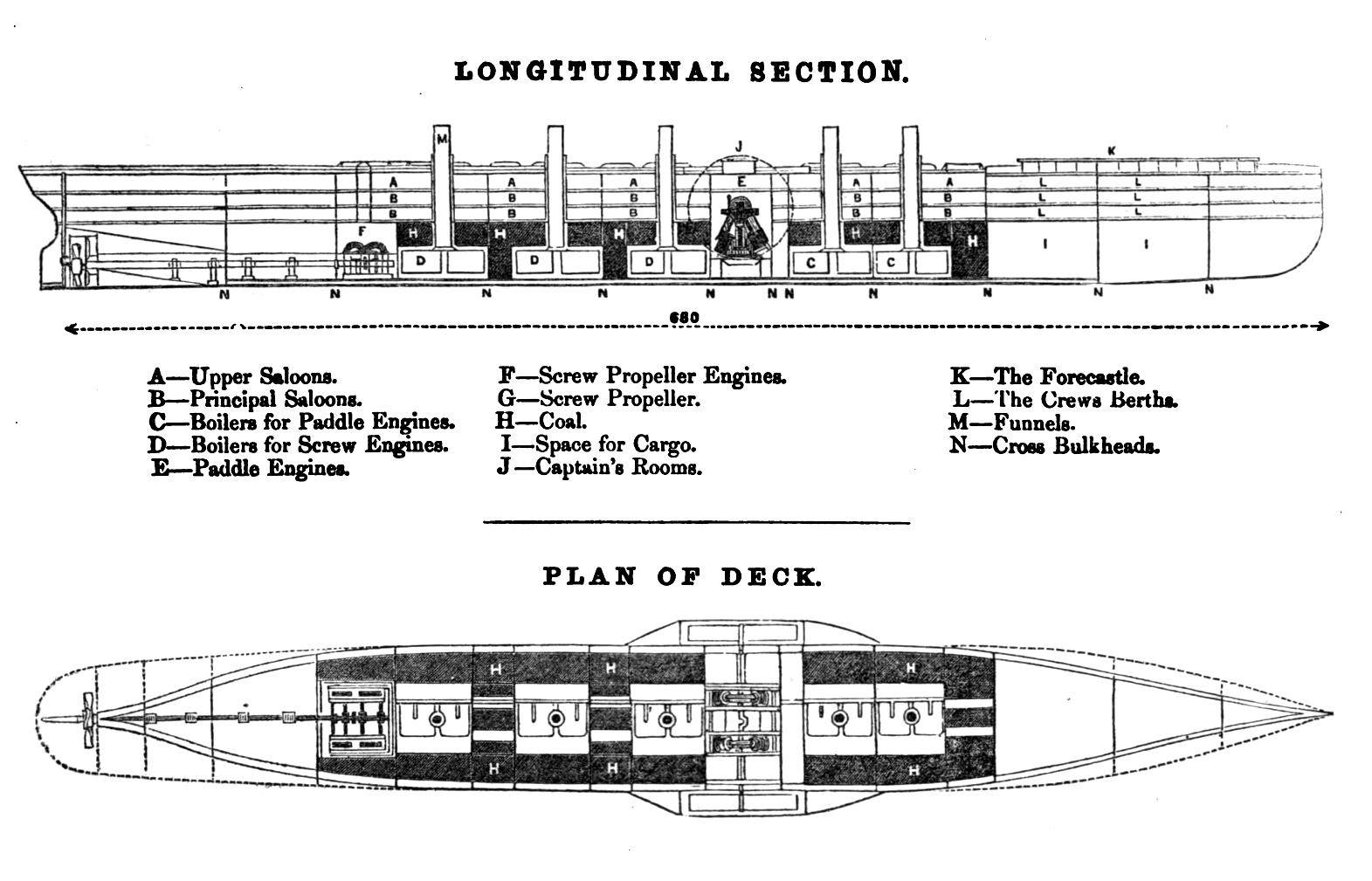
Tekening van de Great Eastern

Het schip kreeg een lengte van 211 meter en was vier- tot vijfmaal groter dan de grootste schepen uit die tijd. Het werd uitgerust met een dubbele scheepsromp, waarbij er 90 cm afstand tussen de twee delen gelaten werd. Het schip was onderverdeeld in 16 waterdichte compartimenten die zinken praktisch onmogelijk maakten. De Great Eastern kreeg een diverse voortstuwing van twee schoepraderen, schroeven met hulpzeilvermogen. De schroef werd aangedreven door een stoommachine van 6000 pk met vier liggende cilinders. De raderen, een aan bak- en een aan stuurboordzijde, kregen elk een eigen machine. Het schip kreeg vijf schoorstenen.
Het werd een echt ongeluksschip. Tijdens de bouw raakten volgens de overlevering een timmerman en zijn leerling opgesloten in de dubbele wand van het schip. Pas toen het schip een halve eeuw later gesloopt werd, vond men volgens het verhaal de twee lichamen. Dit verhaal is echter nooit bewezen en dergelijke verhalen worden ook over andere schepen en bouwwerken verteld. Na een bouwtijd van ruim vier jaar probeerde men het schip op 7 november 1857 te water te laten, maar zij verroerde geen vin. Pas na drie maanden kon het schip te water gelaten worden. Het had toen ongeveer 1000 Pond sterling per voet gekost. Nadat het schip eindelijk in het water lag, ontplofte een van de stoomketels omdat men vergeten was om een stoomklep te openen. Bij de ontploffing werd een man in de scheepsraderen geworpen. Nog eens vijf mannen werden dodelijk gewond. Een weelderige salon werd bij de explosie volledig verwoest.

## Great Ship Company
Er was te veel geld verspild en het schip werd verkocht aan de Great Ship Company, die het verder afwerkte. De reden dat Brunel het schip zo ontzaglijk groot maakte, was de schaarste aan kolenstations in de Oriënt. Brunel wilde het schip namelijk inzetten op de Australië-route, maar het heeft niet één trip naar Australië gemaakt. De Great Ship Company zette het schip in op de trans-Atlantische route die in die tijd een zeer grote groei doormaakte. Bovendien ging in 1869 het Suezkanaal open, waardoor de route naar Australië voor alle schepen een stuk korter werd. De Great Eastern zou namelijk het eerste schip zijn dat de route naar Australië zonder tussenstop zou kunnen maken. Door het Suezkanaal verdween dit voordeel. Tot overmaat van ramp was de Great Eastern zelf te breed om door het Suezkanaal te kunnen varen.
Het schip zette in het begin van het jaar 1860 koers naar New York. Er waren slechts 38 passagiers aan boord, en die betaalden samen 950 dollar, slechts een fractie van de werkelijke kosten. In hun wanhoop stelden de reders het schip open voor bezichtiging. Er kwamen 143.764 gasten, die in totaal 71.882 dollar betaalden, veel meer dan de passagiers opgeleverd hadden, maar niet genoeg om het schip uit de schulden te halen. Er werden ook nog tweedaagse cruises georganiseerd. De eerste cruise lokte 2000 gegadigden, maar men had niet gerekend op zo'n grote toeloop. Er waren maar 200 kooien klaargemaakt en er was onvoldoende voedsel aan boord voor de overige 1800 personen, met als gevolg dat de tweede cruise slechts een honderdtal geïnteresseerden lokte.

## Kabellegger
De redder van de Great Eastern was uiteindelijk Cyrus Field, een Amerikaanse zakenman die het waagstuk ondernam om Engeland met Amerika te verbinden via een telegrafiekabel. Hij kocht het reuzenschip omdat het plaats in de laadruimen had om de drie miljoen meter kabel mee te nemen. Na de eerste kabel in 1865, legde het schip nog vijf kabels, vier over de Atlantische Oceaan, en één die Aden met Bombay verbond.

## Sloop

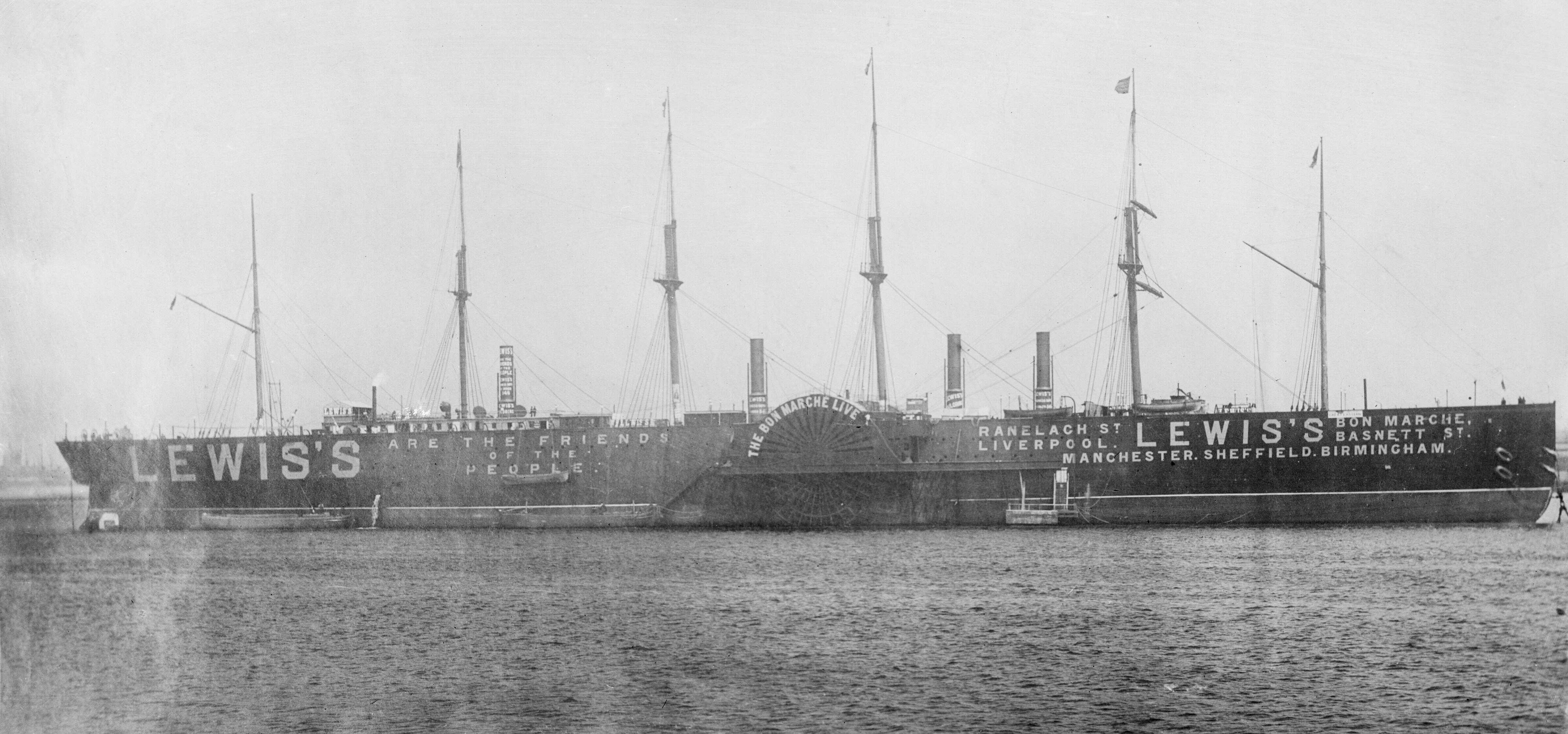
Het schip als drijvend reclamebord

In 1874 werd echter een speciale kabellegger gebouwd en het schip werd voor twaalf jaar te roesten gelegd in Milford Haven. Edward De Mattos kocht het schip uiteindelijk als drijvend reclamebord. Het schip werd in 1888 ontmanteld.

## Naslagwerken
- (en)  William A. Wallace The Great Eastern’s Log: Containing Her First Transatlantic Voyage and All Particulars of Her American Visit. Uitgever: Europaischer Hochschulverlag Gmbh & Co., 2014, ISBN 3954272660
- (en)  George S. Emmerson S.S. Great Eastern. Uitgever: David & Charles, 1981, ISBN 0-7153-8054-0